# 22 septembre 1913
Le lundi 22 septembre 1913 est le 265e jour de l'année 1913.

## Naissances
- Ansgar Pichen (mort le 13 décembre 1945), chef de la cuisine du camp de concentration de Bergen-Belsen
- Giovanni Valetti (mort le 28 mai 1998), cycliste italien
- Hubert Lamb (mort le 28 juin 1997), climatologue britannique
- Josefina Valencia de Hubach (morte le 4 octobre 1991), femme politique
- Marie-Claire Scamaroni (morte le 18 juillet 2006), personnalité politique française
- Oszkár Abay-Nemes (mort le 30 janvier 1959), nageur hongrois
- Paul Manauthon (mort le 1er octobre 1943), résistant français
- Viatcheslav Sirotine (mort le 7 août 1948), aviateur soviétique

## Décès
- Eliakum Zunser (né le 13 octobre 1836), poète, compositeur et badchen juif lituanien
- Emmeline Lewis Lloyd (née le 18 novembre 1827), une des premières alpinistes britanniques
- Louis Jules Ernest Malinvaud (né le 26 septembre 1836), botaniste français

## Événements
- Sortie du film Ivanhoe